# 九鬼良隆

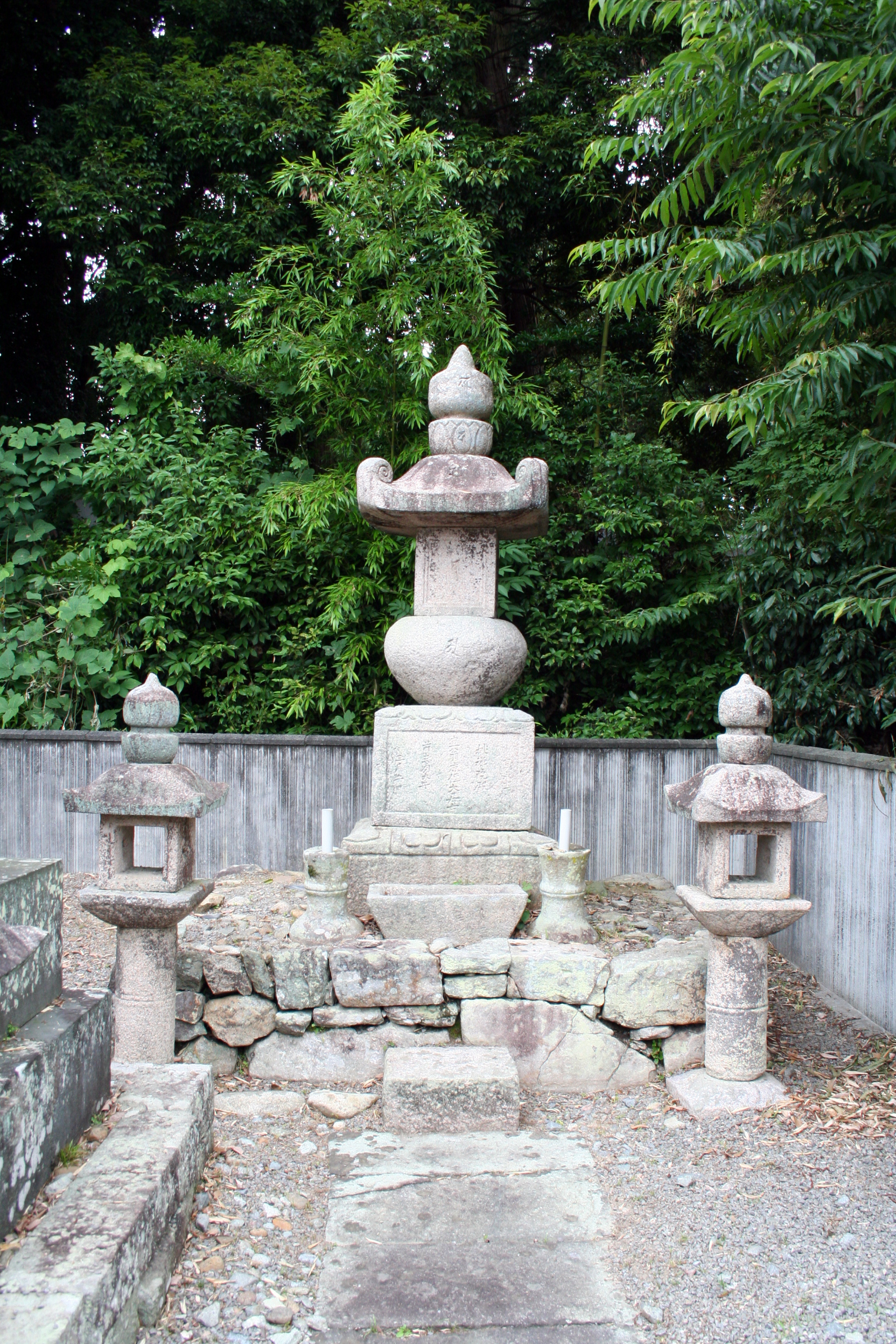
九鬼良隆之墓(兵庫縣三田市心月院)

九鬼良隆（日语：／ Kuki Yoshitaka，1605年（慶長10年）—1634年（寬永11年）））日本江戶時代志摩國鳥羽藩的世嗣。他是藩主九鬼守隆長子。官位：從五位下、志摩守。
慶長19年（1614）拝謁德川秀忠，元和6年（1620）叙任。寬永9年（1632）因為體弱多病被廢嫡，無法繼承家督。同年父親死去，三弟隆季與五弟久隆爭奪家督之位，最後是由幕府任命久隆為繼承人並且移封攝津。
良隆被廢嫡後於寬永11年（1634）死去，年30。